# 빌 마이너

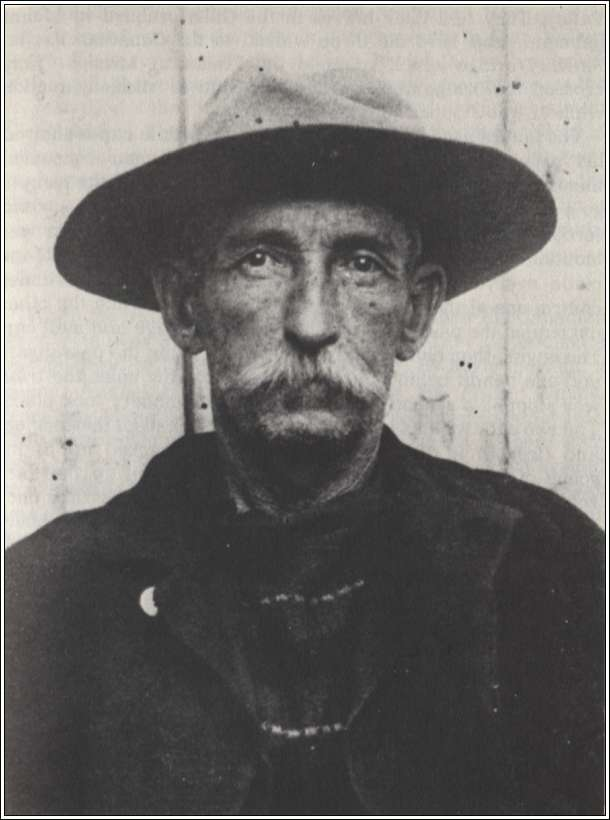
빌 마이너

빌 마이너 (Bill Miner)로서 더 널리 알려진, 에즈라 알렌 마이너 (Ezra Allen Miner, 1847년 경 ~ 1913년 9월 2일)는 최초의 역마차 강도사건으로 몇 개의 감옥에서 형기를 복역했던 켄터키주 볼링 그린 출신 의, 이름난 미국의 범죄자이다. 강도사건을 저지르는 동안 그의 별난 공손함으로 알려진, 그는 널리 The Gentleman Robber 혹은 The Gentleman Bandit로 별명이 붙여졌다. 그는 어구 "Hands up"의 창시자로 명성이 높다.

## 생애
그의 세 번째 교도소 형기 후에, 마이너는 그가 필명 조지 에드워드를 채택했던 곳인 캐나다에 있는 브리티시컬럼비아주로 이사했으며, 미션 시의 바로 서쪽, 밴쿠버의 대략 35 km 동쪽, 실버데일에서 1904년 9월 10일에 브리티시컬럼비아의 최초의 열차 강도가 행해졌다라고 여겨진다. 또한 실버데일의 열차 강도가 캐나다에서 최초였다라고 널리 보고되지만 피터 그러우어의 2005년 최총 연구 〈Interred With Their Bones〉는 최초의 열차강도가 30년전에 온타리오주 포트 크레디트에서 행했졌다고 언급한다.
마이너는 마침내 당시 "Ducks"로서 알려진 몬테 크릭에 캠루프스 근처의 실패한 열차 강도 후 붙잡혔다. 그와 그의 두 공범자, 쇼티 던과 루이 콜퀴혼이 광범위한 범인수색 후 더글라스 호수 근처에서 발견되었다. 발견되었을 때, 마이너는 명백하게 그의 습관적인 정중함과 함께 체포하는 경관에게 항복했지만, 던은 경찰관에게 총으로 발사를 시도했으며 체포 하는 동안 실수로 쏜 것이었다. 캠루프스에서 마이너의 체포와 다음의 재판은 미디어의 관심을 유발했다. 그의 유죄판결에서, 그와 던, 콜퀴혼은 뉴웨스트민스터에 있는 주 교도소까지 열차로 수송되었다.
브리티시콜롬비아 주 교도소에서 복역하는 동안, 마이너는 탈출했으며 캐나다에서 결코 다시 체포되지 않았다. 그가 미국까지 돌아갔다고 여겨지며, 남쪽에서 다시 한번 강도 사건을 수반하게 되었다. 거기서, 그는 더 형량을 복역했지만 다시 탈옥했다.
마이너는 리차드 판스워스가 그의 역할을 했던, 1983년 캐나다의 영화 〈The Grey Fox〉로 영화화되었다.
마이너는 조지아주 밀리지빌에 있는 메모리 힐 공동묘지에 묻혀 있다. 마이너는 죽음조차 탈옥했었다. 잘못된 위치와 잘못된 이름 철자로 몇 년 전에 그의 묘석이 발견되었다. 새로운 묘석이 정확한 지점과 정확한 철자로 놓였다.